# Jogo eletrônico musical

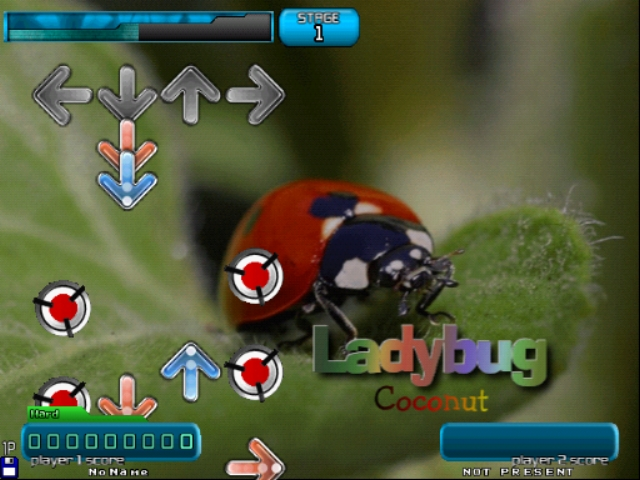
O jogo open source StepMania

Um jogo eletrônico musical, também conhecido como jogo musical, é um jogo eletrônico onde a jogabilidade é frequentemente baseada em somente nas interações do jogador com uma pontuação musical ou músicas individuais. Jogos musicais podem tomar uma variedade de formas e geralmente são agrupados com jogos puzzle devido ao uso comum deles de "puzzles gerados ritmicamente".